# Mostro di Montauk
Il mostro di Montauk (Montauk monster) è il nome dato dai mass media statunitensi ad una carcassa di animale resa irriconoscibile dalla decomposizione, trovata nella spiaggia di Montauk (New York) nel luglio 2008.
L'alone di mistero attorno al cadavere ha portato alla nascita di varie ipotesi, con più o meno fondamento e anche fantascientifiche, circa la sua vera identità, balzando in poco tempo nelle principali reti mediatiche statunitensi e d'oltremare.

## Ritrovamento
Il 23 luglio 2008 The Independent, giornale locale di Montauk, pubblicò la notizia che Jenna Hewitt, una ventiseienne locale, in compagnia di tre amici il 12 luglio aveva trovato i resti di una strana creatura presso la spiaggia chiamata Ditch Plains, a due miglia est dal distretto.

## Identificazione
William Wise, direttore del Living Marine Resources Institute, analizzando e confutando prove fotografiche e mettendo al vaglio le ipotesi presentate e le caratteristiche fisionomiche, ha concluso che si tratta di un falso ben congegnato, ciò dopo aver scartato tutte le principali teorie avanzate:
- Non può trattarsi di un procione, perché le zampe sono sproporzionate al corpo.
- Non può essere una tartaruga marina, perché esse non sono dotate di denti.
- Non può essere una specie di roditore, perché ha discordanze nell'apparato dentario.
- Non può essere un esemplare di cane o della famiglia canina (es. coyote, lupo) per via delle zampe anormali e della prominenza degli occhi.
- Non può essere un ovino, perché gli ovini non hanno denti affilati.

L'ipotesi che la carcassa appartenesse a una testuggine priva del guscio fu scartata anche perché una tartaruga privata del guscio avrebbe presentato problemi con la colonna vertebrale; sia perché la creatura era munita di denti ben visibili nelle fotografie. Altri ipotizzarono che si trattasse di un cane, un procione o un mammifero comune dall'identificazione resa impossibile a causa della prolungata permanenza del corpo in acqua.
Alcuni arrivarono ad accusare gli impianti Plum Island Animal Disease Center presenti in Montauk, responsabili di aver creato l'animale attraverso esperimenti segreti.
Secondo Jeff Corwin di Animal Planet, si tratta probabilmente di un procione o di un cane mal decomposto, mentre per il paleontologo inglese Darren Naish si tratta di un procione. Per provare la sua teoria, Naish ha confrontato pubblicamente foto di carcasse normali di procione con quella del mostro di Montauk.